# Captain Tsubasa: Rise of New Champions
Captain Tsubasa: Rise of New Champions est un jeu vidéo de football édité par Bandai Namco Entertainment et développé par Tamsoft pour Microsoft Windows, PlayStation 4 et Nintendo Switch. C'est le premier jeu en dix ans, à l'exception de deux jeux mobiles, depuis la sortie du jeu précédent de la franchise Captain Tsubasa. Il est sorti le 28 août 2020,,,.

## Système de jeu

### Modes de jeu
Deux modes histoire sont proposés : l'épisode Tsubasa couvre l'ensemble du Tournoi national des collèges où l'on retrouve les matchs les plus épiques provenant de l’œuvre d’origine. 
L'épisode New Hero permet aux joueurs de rejoindre une des trois équipes (Collège Furano, Collège Musashi ou la Toho Academy ou plus après une bonne progression dans la première histoire) pour faire évoluer leur avatar et relever de nouveaux défis. 
Le 02 Décembre 2020, une nouvelle "route" est ajoutée dans ce mode via une mise à jour permettant de rejoindre le collège Otomo.
Un mode multijoueur est proposé jusqu'à quatre joueurs en local ou en ligne.

## Développement
Le 21 janvier 2020, le jeu a été annoncé avec une bande annonce.